# Hans-Jürgen Mader
Hans-Jürgen Mader (* 13. November 1974 in Eisenstadt) ist ein ehemaliger österreichischer Basketballspieler. Er ist ein 2,01 Meter großer Innenspieler und war Mitglied der österreichischen A-Nationalmannschaft.

## Laufbahn
Mader spielte bis 2007 für den UBC Mattersburg in der Bundesliga sowie teils auch im Europapokal und anschließend noch für Kos Posojilnica-Bank Klagenfurt in der zweiten Liga. Zu Mattersburger Zeiten wurde er in der Saison 2002/03 vom Internetdienst eurobasket.com in die Auswahl der fünf besten einheimischen Spieler der Bundesliga gewählt.
Mit der österreichischen A-Nationalmannschaft nahm er an Ausscheidungsrunden für Europameisterschaften teil.